# Zorg en Hoop (suikerplantage)
Zorg en Hoop (ook gespeld Zorg-en-Hoop, in sranan genoemd Pichotu / Pichottoe) is de naam van een voormalige plantage aan de rechteroever van de Beneden-Commewijne in Suriname. De plantage was gelegen tussen de suikerplantages Picardië (stroomopwaarts) en La Singularité (stroomafwaarts). Zorg en Hoop besloeg een oppervlakte van 1.000 akkers, en er werkten 235 slaven.
In 1747 werd het Fort Nieuw-Amsterdam opengesteld. Hierdoor werd het moerasgebied aan de beneden-Commewijne beschermd tegen vijandelijke invallen, en werd het uitgegeven voor de aanleg van plantages. Hiervan werd 500 akkers uitgegeven aan Samuel Paulus Pichot.
Pichot was ook eigenaar en aanlegger van de koffieplantage Mon Trésor aan de overzijde van de rivier en van Patience aan de Cottica. Zijn vrouw was Anna l'Espinasse. In 1753 werd zij door haar echtgenoot op een schip naar Nederland gezet omdat ze geestelijk labiel was. Pichot was een zwager van Jean Paul Taunay, de eigenaar van 't Vertrouwen en van Jean David Cellier en Nicolas Freher. Cellier was eigenaar van Schoonoord en Welgelegen. Freher was eigenaar van Weltevreden. De familie had zodoende dicht bij elkaar een flink aantal plantages. Pichot overleed in 1763; kort na zijn vrouw.
Daarna kwam de plantage tot na 1863 in het bezit van het Fonds J.S. van de Poll. De plantage werd uitgebreid tot 1.000 akkers en omstreeks 1832 omgezet van een koffie- naar een suikerrietplantage. De enorme kosten die deze omzetting met zich meebracht drukten zwaar op de winstgevendheid van dit fonds. In 1848 werd op de plantage een ventilatiemachine geïnstalleerd om de suiker te zuiveren. Dit was waarschijnlijk het enige exemplaar in Suriname.
In 1864 werd de plantage geveild. De kopers waren H. Wright en A. Pearson. De volgende eigenaren waren John C. Pearson en James Grearson. In 1884 kochten zij de plantage, samen met Picardië. Zij schakelden om naar de teelt van cacao.
In 1913 kwam de plantage terug als de Cultuur Maatschappij Zorg en Hoop. De directeur was J. Nijon.
In de jaren dertig werd Jacques Salomon Swijt de eigenaar. Zijn familie was ook eigenaar van Spieringshoek. Zijn zuster trouwde met Marinus Alfred de la Parra. Gezamenlijk werden zij ook eigenaar van Brouwerslust. De la Parra was arts in Nederland.

## Opstand van 1884
In 1884 bevond de wereld zich in een suikercrisis die werd veroorzaakt door de toename van concurrentie op de wereldmarkt. Terwijl contractarbeiders in Suriname al vaker hadden geklaagd dat het werk te zwaar was en de betaling te laag, reageerden sommige planters op de crisis door de lonen te verlagen en het werktempo op te voeren. Op 24 september 1884 ontaardde de onvrede onder de arbeiders in een massaprotest. Vier opstandelingen brachten de opzichter ernstige verwondingen toe. Toen de arbeiders de daders niet wilden overdragen aan de politie werden er vijftig militairen bij gehaald. De situatie escaleerde en had op 26 september zeven doden tot gevolg.